# چیکینکیرا
چیکینکیرا (به اسپانیایی: Chiquinquirá) یک سکونتگاه مسکونی در کلمبیا است که در Western Boyacá Province واقع شده‌است.

## خصوصیات
چیکینکیرا ۱۳۳ کیلومترمربع مساحت و ۵۲٬۶۰۱ نفر جمعیت دارد و ۲٬۵۵۶ متر بالاتر از سطح دریا واقع شده‌است.

## خواهرخوانده
شهر مریدا، یوکاتان خواهرخواندهٔ چیکینکیرا هست.